# 巴貝尼諾區
54°23′07″N 35°44′58″E / 54.38528°N 35.74944°E

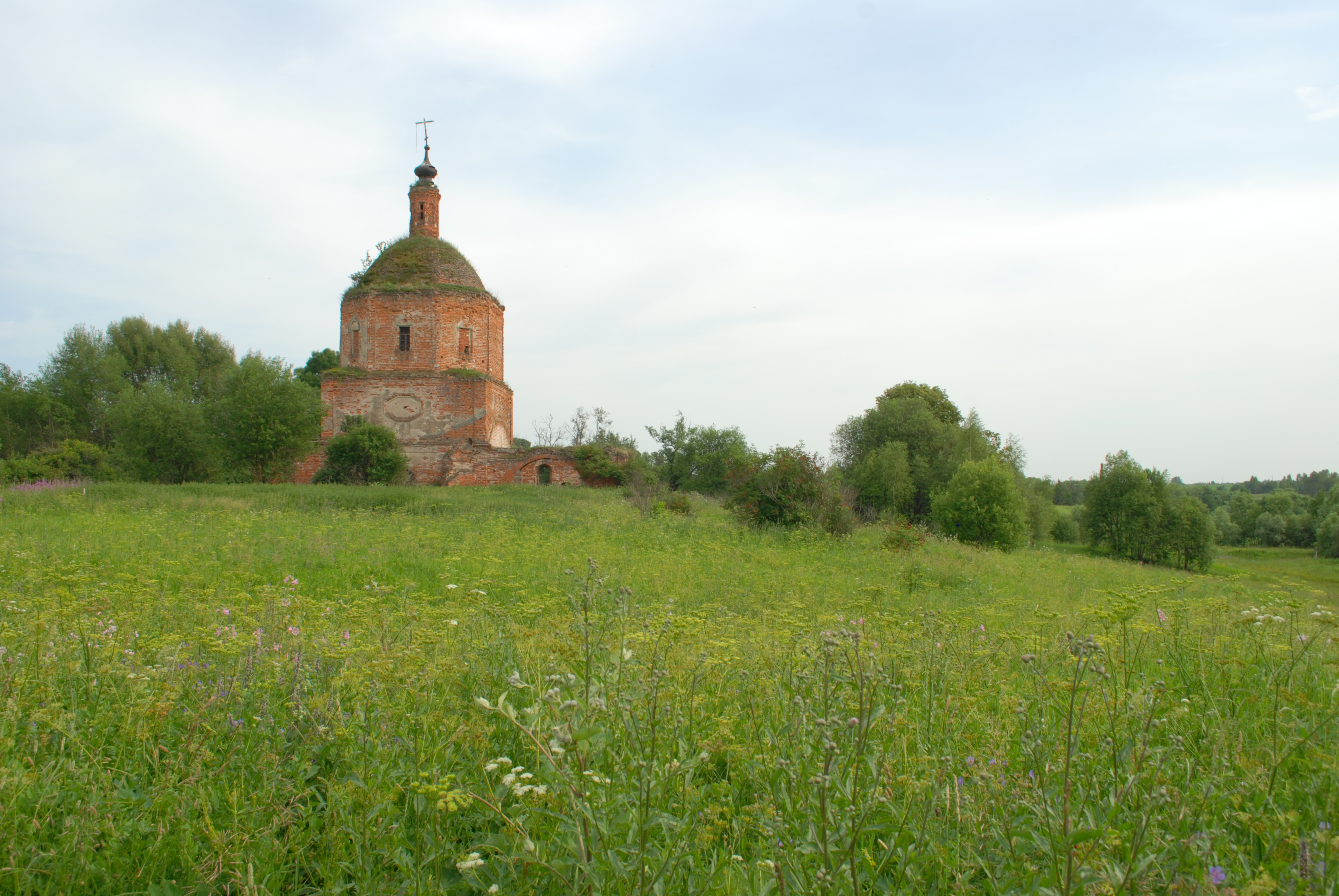

巴貝尼諾區（Babyninsky District），是俄羅斯的一個區，位於該國西部，由卡盧加州負責管轄，始建於1929年8月11日，面積845平方公里，2010年人口21,041，人口密度每平方公里24.9人。